# Tangkahan (Medan Labuhan)
Tangkahan is een bestuurslaag in het regentschap Medan van de provincie Noord-Sumatra, Indonesië. Tangkahan telt 20.116 inwoners (volkstelling 2010).